# Wanda Morbitzer Tozer
Wanda Morbitzer Tozer (Cracovia 1904 - Madrid 1990) fue consejera del Consulado Honorario de Polonia en Barcelona, miembro de Cruz Roja internacional y de la Cámara de comercio hispano-polaca. Activista de la resistencia antinazi, durante la Segunda Guerra Mundial colaboró con los Servicios Secretos Británicos en la labor de ayuda a los refugiados. Delatada y juzgada por espionaje, consiguió eludir la cárcel huyendo de España. Volvió al Consulado al final de la guerra europea y en 1946 dio acogida a un contingente de niños judío-polacos, que habían sido secuestrados por el Régimen Nazi, internados en campos de reeducación y sometidos a duros programas eugenésicos y de germanización forzosa.

## Biografía
Hija de una familia acomodada de Cracovia, a finales de los años 20 Wanda Morbitzer y su amiga Anna Maria (Hanka) Klemensiewicz iniciaron estudios superiores en París. Hanka conoció al empresario catalán Eduard Rodón Blasa que tenía negocios en Polonia, se casaron y se instalaron en Barcelona. Por un cúmulo de circunstancias, el 24 de marzo de 1931 Eduard Rodón fue nombrado Cónsul Honorario de Polonia. En verano de 1931 el Ministerio de Asuntos Exteriores Polaco contrató a Morbitzer, que en aquel momento tenía 27 años y se había graduado en la Escuela Superior de Ciencias Políticas de la Universidad de Cracovia para ocupar la Consejería del Consulado, que en aquellos años estaba ubicado en la Gran Vía núm. 667, en la misma vivienda particular del Cónsul, y más tarde se trasladó a la calle Fontanella n.º 10. Aparte de organizar la Cámara de Comercio hispano-polaca, también se ocupaba de potenciar las actividades culturales con intercambios, exposiciones, recepciones y conciertos de artistas tan destacados como Artur Rubinstein y Wanda Landowska.
En 1934 Morbitzer se casó con Harry Vernon Tozer, un singular artista titiritero paraguayo de padres ingleses e ingeniero de profesión, establecido en Barcelona desde 1923. Enferma de tuberculosis ósea, y como último remedio para no perder la pierna, el dr. Josep Trueta le había recomendado pasar largos ratos al sol. Por este motivo se quedó en Barcelona a pesar del estallido de la Guerra Civil. Dos grandes banderas de Polonia y Gran Bretaña ondeaban en el jardín de su domicilio de la calle Marquesa de Vilallonga y nunca fueron atacadas.
Al inicio de la década de los 40, una vez terminada la guerra civil española, la salud de Wanda había mejorado y había nacido su hija Cristina, pero la situación internacional se había deteriorado sustancialmente. Había estallado la Segunda Guerra Mundial y los alemanes habían ocupado Polonia y gran parte de Europa. Fue entonces cuando entró en funcionamiento una red clandestina de evasión llamada Estación de Bases, que, en colaboración con los Servicios Secretos Británicos y la Cruz Roja internacional, ayudaba a los pilotos polacos abatidos, los judíos y otras personas perseguidas a cruzar los Pirineos y llegar en Gibraltar o Portugal. Desde el Consulado de Polonia en Barcelona, Morbitzer junto con Mavis Bacca Dowden y Karolina Babecka Pons, se dedicaron en cuerpo y alma a aquella labor hasta que las tres fueron delatadas y acusadas de espionaje en un proceso sumarísimo. En 1942, Morbitzer con pasaporte británico, consiguió huir a Portugal y fue juzgada en rebeldía. No volvió a España hasta que se firmó el armisticio, cuando su hija Cristina estaba a punto de cumplir 6 años.
España fue de los pocos países que no reconocieron al nuevo Gobierno Socialista de Varsovia y sólo mantenía relación diplomática con el antiguo Gobierno Polaco en el Exilio, del que dependía El Consulado Honorario de Barcelona.
En 1946 el Gobierno Español deseoso de congraciarse con los aliados, con el beneplácito del Vaticano y de la mano de Cruz Roja Internacional, autorizó en dos etapas la llegada a Barcelona de un contingente de casi doscientos niños judíos-polacos, procedentes del campo de refugiados de Salzburgo (Austria). Algunos eran oriundos de Lodtz y Silesia y habían sido seleccionados por sus rasgos físicos arios y sometidos al programa eugenésico Lebensborn (fuente de vida), otros eran hijos de los trabajadores esclavos utilizados en la industria alemana de guerra. Los niños fueron inicialmente alojados en la calle Anglí. Eran huérfanos, y estaban desnutridos y traumatizados, provenientes de un ambiente hostil y con graves carencias afectivas. Al principio la adaptación fue muy difícil. La Asociación de Ayuda a los Polacos se hizo cargo de su manutención y Morbitzer se convirtió simbólicamente en una madre para todos ellos. Se fundó la Escuela Pública Polaca y se trasladaron a la Torre Marsans en la zona del Coll-Vallcarca. Morbitzer les daba clases de lengua y literatura polaca. Poco a poco intentaron integrarse en la vida del barrio. Algunos consiguieron reencontrar a algún familiar y pronto fueron repatriados,otros se quedaron 10 años en Barcelona. Finalmente, los que habían perdido completamente la identidad y estaban solos en el mundo, fueron incluidos en un programa de inmigración y enviados a la colonia polaca de Buffalo (Estados Unidos).
La despedida, el 6 de julio de 1956, fue especialmente triste y sentida, sobre todo para los mayores que ya habían tejido una red de relaciones afectivas y se veían nuevamente desplazados. Dijeron adiós a Cataluña entre llantos, cantando la canción Rozproszone polskie dzieci (Niños polacos diseminados).

## Memoria histórica
El 14 de junio de 1958 el Gobierno polaco en el exilio, representado por los generales Wladislaw Anders, Edward Raczynski y Tadeuz Bór-Komorowski, otorgó a Wanda Morbitzer Tozer la Cruz de oro al mérito.
En 2008 el Gobierno de la Generalidad de Cataluña, el Consulado Honorario de Polonia y el Ayuntamiento de Barcelona rindieron homenaje a los antiguos niños y niñas polacos refugiados en Barcelona, algunos de los cuales asistieron al homenaje. Se editó en catalán, castellano y polaco, el libro conmemorativo Polacos en Barcelona - Un montón de historias: La acogida de la ciudad a los niños robados por los nazis (1946-1956). La historia había salido a la luz gracias al periodista y politólogo Josep Lluís Barbería, que había contactado con un archivero de la Cruz Roja de Ginebra y con algunas de las antiguas chicas acogidas, Danuta Kokoska, Teresa Linder y Aleksandra Gruzinska, que era profesora emérita de francés de la Universidad de Arizona.
La cadena de televisión BTV dedicó un capítulo de Pasó aquí (documentales históricos y divulgativos de los barrios de Barcelona) a la Torre Marsans y los niños polacos acogidos.
En 2018 el Grupo de estudios de los barrios del Coll-Vallcarca presentó la propuesta de poner una placa conmemorativa sobre el albergue Virgen de Montserrat (Torre Marsans) que había acogido la escuela Polonesa, y también pidió la sustitución en el nomenclátor del nombre de la plaza Flandes, por el nombre de plaza de Wanda Morbitzer Tozer.
Poco antes de morir, Morbitzer entregó a su hija Cristina Tozer Morbitzer sus memorias, todavía inéditas.